# Ryszard Częstochowski
Ryszard Częstochowski (ur. 12 września 1957 w Bydgoszczy) – polski pisarz, dramaturg i certyfikowany terapeuta uzależnień. Od roku 1994 członek Stowarzyszenia Pisarzy Polskich (oddział warszawski).

## Pisarz i dramaturg
Pierwszym utworem, który napisał była sztuka teatralna Saprofity (1976). Debiutował pod koniec lat 80. XX wieku w miesięczniku „Poezja”. Autor 13 tomów poezji, książki biograficznej  i 11 sztuk teatralnych. Kilka dramatów zostało zrealizowanych na scenie lub w Polskim Radiu. Ostatnia premiera, Zabić nie Zabić, miała miejsce w Miejskim Centrum Kultury (MCK), w Bydgoszczy 28 grudnia 2013, gdzie w roli głównej zagrała Michalina Olszańska. Częstochowski wydał m.in.:
- Wybrane fragmenty świata, wyd. "Świadectwo", Bydgoszcz 1991[1]
- Mnie już nie ma, wyd. "Świadectwo", Bydgoszcz 1993
- Inna wersja, Kujawsko-Pomorskie Towarzystwo Kulturalne, Bydgoszcz 1996[1]
- Do początku, Kujawsko-Pomorskie Towarzystwo Kulturalne, Bydgoszcz 1998
- Liryki mordercze, wyd. "Kartki", Białystok 1999
- Z sufitu nocy, wyd. "Fraza", Rzeszów 2000
- Zmierzch w mieście B. (wybór dramatów), wyd. "Świadectwo", Bydgoszcz 2004[1]
- Wszystko już będzie, wyd. "Margrafsen", Bydgoszcz 2006
- Kto nie upada…, wyd. "Tekst", Bydgoszcz 2007
- Gorące masy powietrza, wyd. "Mamiko", Nowa Ruda 2008[1]
- Przebudzeniem jest śmierć – MaMiKo[4]
- Młode i Stare[5]
- Ulica Herberta, 2019[6]

W roku 2015 wydano jego książkę wspomnieniową "Pamięć". W roku 2016 wydawnictwo Mamiko z Nowej Rudy opublikowało tom "Martwa natura z łapką na osy". Publikował w kilkudziesięciu periodykach literackich, m.in. w paryskiej „Kulturze”, „Kwartalniku Artystycznym”, „Tygodniku Powszechnym”, „Literaturze”, „Odrze”, „Toposie”, „Więzi”, „Kartkach”, „Frazie”, „Tytule”, „Nowym Nurcie”, „Dekadzie Literackiej”, „Twórczości”, „Poezji”, „Undergruncie”, „Nowych Książkach”, "Podglądzie".
W latach 1993–1996 redagował „Kwartalnik Artystyczny”, najpierw jako zastępca redaktora naczelnego, później jako kierownik działu prozy. W roku 1998 był stypendystą Ministra Kultury. Od roku 2010 prowadził dział prozy w redakcji nieregularnika „Kwartalnik”. Współpracę z czasopismem zakończył w roku 2013.

## Terapeuta uzależnień
Zawodowo zajmuje się poradnictwem i terapią dla osób uzależnionych od substancji psychoaktywnych. W Monarze pracuje od 1985 r., w tym samym roku założył poradnię Monaru w Bydgoszczy. W 1993 r. zredagował pierwsze wydanie książki Sprzedałem się ludziom Marka Kotańskiego. Posiada certyfikat instruktora terapii uzależnień Ministerstwa Zdrowia. Koordynator poradni Monaru w Bydgoszczy. Laureat nagrody CREDO przyznawanej przez Polską Federację Społeczności Terapeutycznych polskim terapeutom. W roku 2006 i 2009 Prezydent Bydgoszczy przyznał mu tytuł Profilaktyk Roku. W roku 2013 otrzymał nagrodę im. Klemensa Janickiego i był nominowany do nagrody Jerzego Sulimy-Kamińskiego i Łuczniczki za książkę roku 2012 Młode i Stare. W roku 2015 wydał folder historyczny z okazji 30-lecia założenia Poradni Monar w Bydgoszczy i 25-lecia debiutu książkowego, za co otrzymał medal im. Jerzego Sulimy-Kamińskiego. Marszałek województwa Kujawsko-Pomorskiego przyznał mu w roku 2015 najwyższy medal Unitas Durat Palatinatus Cuiaviano-Pomeraniensis.
Żonaty z Kamilą Buta-Częstochowską. Ma dwoje dzieci: Patrycję i Mikołaja.

## Inne osiągnięcia
Ryszard Częstochowski został odznaczony Brązowym Medalem „Zasłużony Kulturze Gloria Artis” w czerwcu 2024 r.